# Карловарский фуникулёр «Диана»

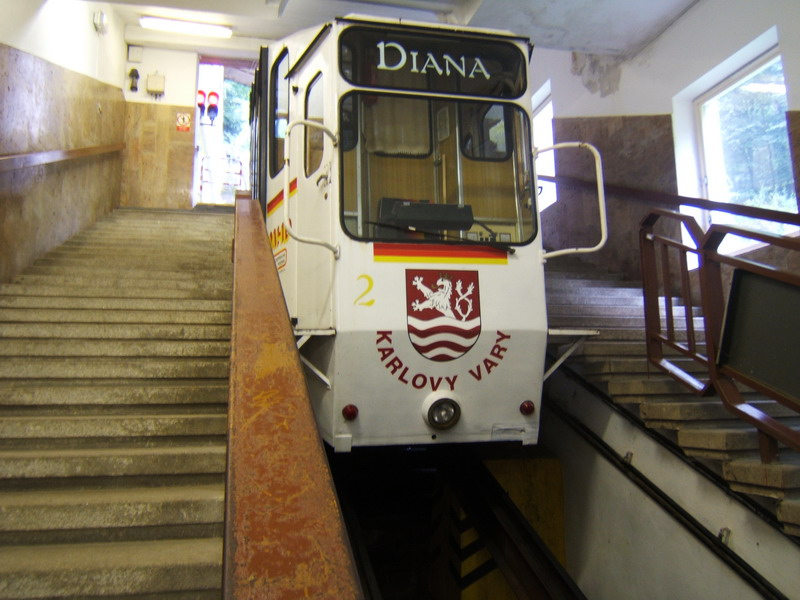
Вагончик на нижней станции

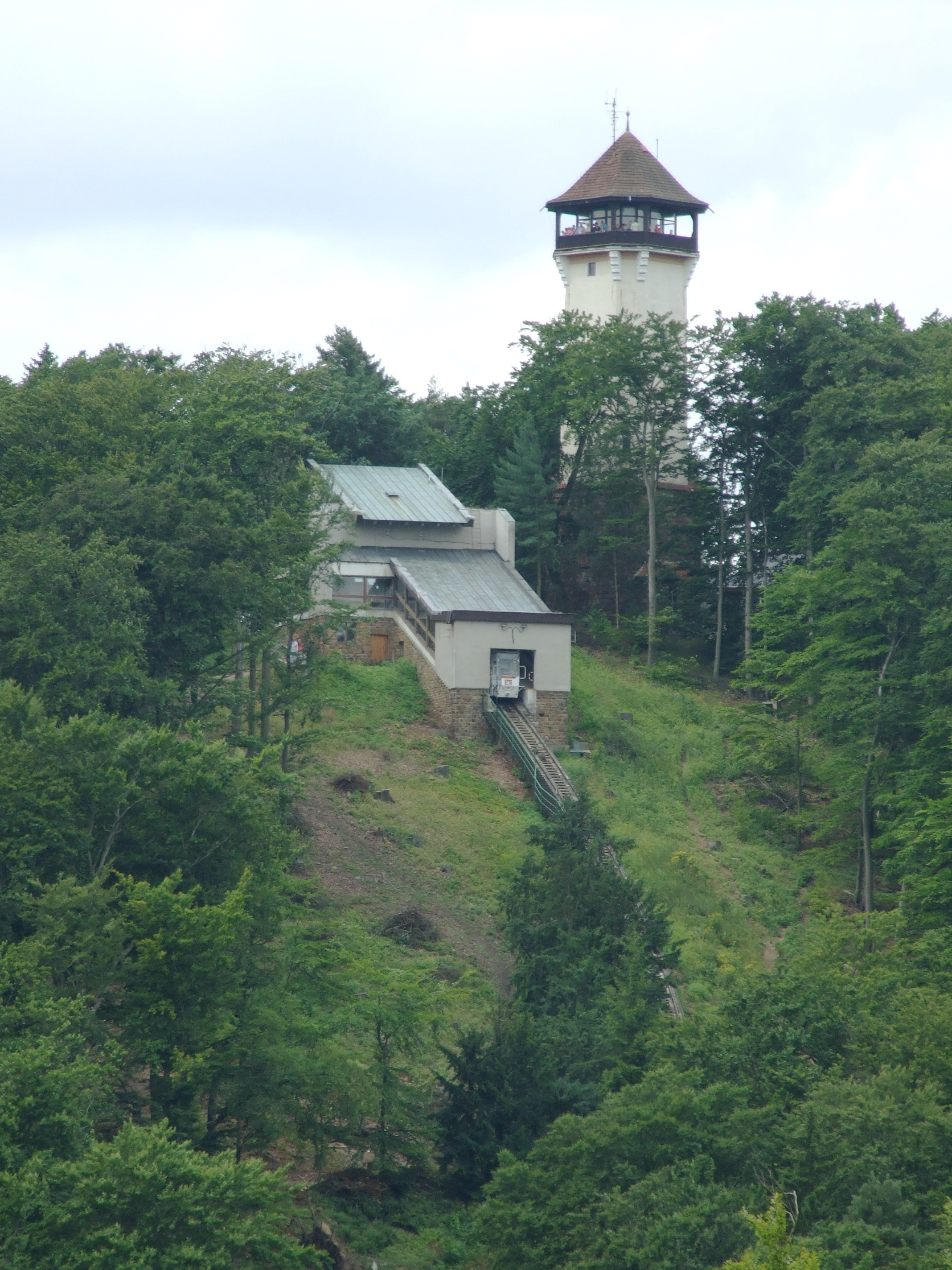
Путь до верхней станции «Холм дружбы» (Výšiny přátelství)

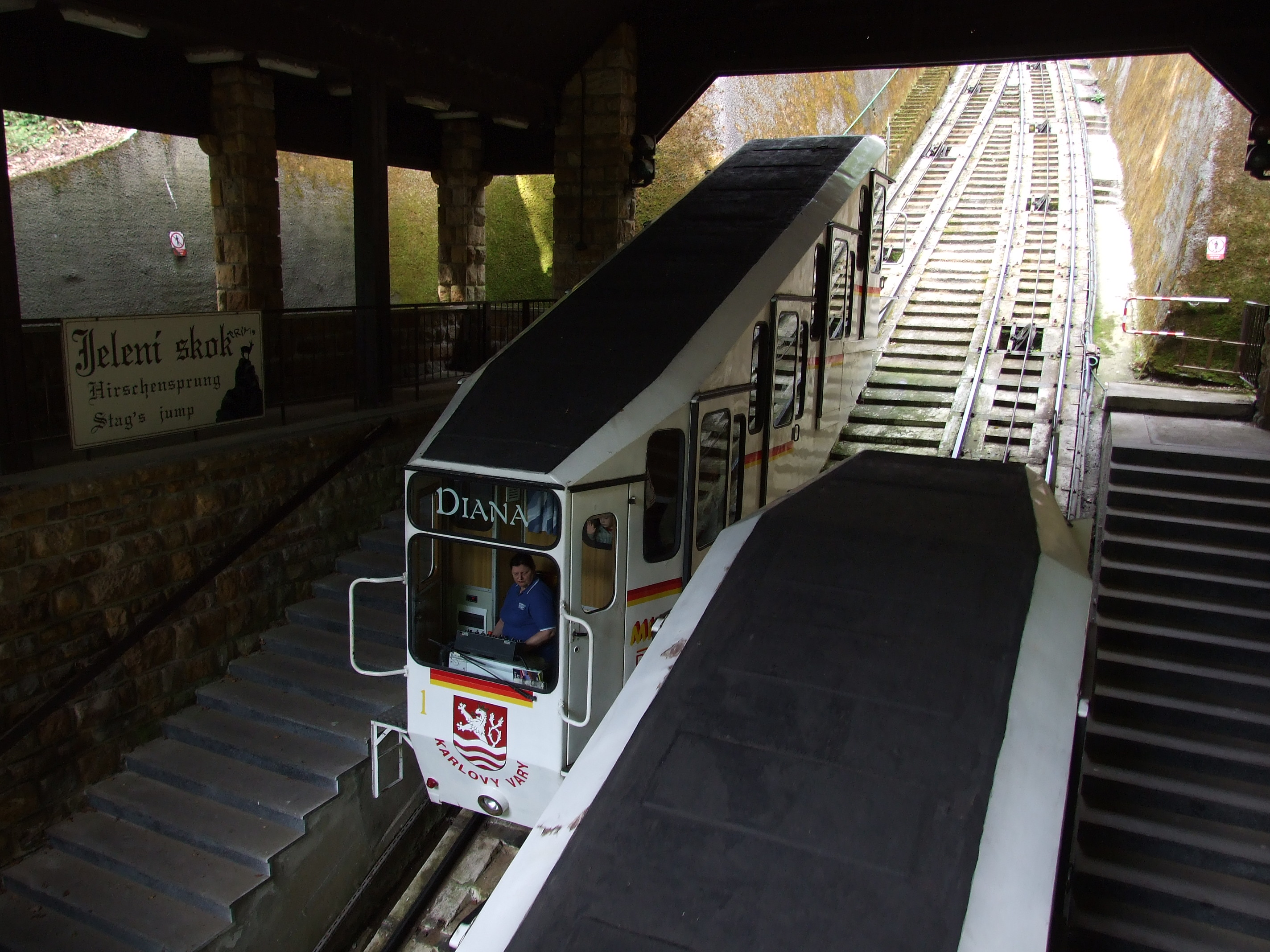
Два вагончика на станции «Олений прыжок» (Jelení skok)

Карловарский фуникулёр «Диана» (чеш. Lanová dráha Diana) — фуникулёр в южной части Карловых Вар. Путь проложен по дуге. Три станции, остановка на промежуточной по предварительному уведомлению машиниста. Нижняя станция, «Старый луг» (чеш. Stará Louka), находится в конце Марианской улицы, около гостиницы «Гранд-отель Пупп» (Grandhotel Pupp). Промежуточная станция, «Олений прыжок» (чеш. Jelení skok), находится на середине пути, на разъезде. На вершине холма, рядом с верхней станцией «Холм дружбы» (чеш. Výšina přátelství) находятся обзорная башня «Диана» и одноимённый ресторан.

## Характеристики[1]
- Система: Маятниковая, наземная, канатная дорога с неотделимыми вагонами, передвигающимися по однопутной дороге со стрелкой Абта, для перевозки пассажиров.
- Путь: Дугообразный в открытой местности.
- Полезная длина пути: 437 метров.
- Строительная длина пути: 452,6 метра.
- Предельный уклон пути: 432,3 ‰.
- Средний уклон пути: 399,1 ‰.
- Приводная станция находится на 555,6 метрах над уровнем моря.
- Центральная станция находится на 473 метрах над уровнем моря.
- Исходная станция находится на 389,09 метрах над уровнем моря.
- Разность высот станций: 166,51 метра.
- Тип рельсов: «А».
- Ширина колеи: 1 метр.
- Число вагонов: 2.
- Скорость поезда: 2,04 м/с.
- Ревизионная скорость: 0,3 м/с.
- Длительность пути: 394,5 с.
- Провозная способность: 365 человек в час.
- Вместимость 1 вагона: 49+1 человек.
- Вес пустого вагона: 7900 кг.
- Канат: диаметр 28 мм, площадь поперечного сечения: 6,19 Ao.
- Напряжение: 380/220 В, 50 Гц.
- Мощность двигателя: 51 кВт.
- Регулирование привода: тиристорное.
- Минимальная скорость вращения двигателя: 10 об/мин.
- Стоимость проезда (на декабрь 2012): до средней станции — 20 крон, до верхней станции — 40 крон, до верхней станции и обратно — 70 крон[2].